# European Cultural Villages
Die Kulturdörfer Europas, eigentlich englisch Cultural Villages of Europe, sind ein Zusammenschluss von 12 europäischen Dörfern: Wijk aan Zee (Niederlande), Mellionnec (Frankreich), Bystré (Tschechien), Pergine Valdarno (Italien), Aldeburgh (Großbritannien), Paxos (Griechenland), Killingi Nomme (Estland), Schachdorf Ströbeck (Deutschland), Palkonya (Ungarn), Porrúa (Spanien), Tommerup (Dänemark) und Kirchheim (Österreich).
Sitz des Vereins ist Wijk aan Zee.

## Geschichte
Am 10. Dezember 1999 unterzeichneten die Vertreter von 11 Europäischen Dörfern in Wijk aan Zee eine Charta, die das Ziel verfolgt, das dörfliche Leben zu fördern, wo immer es möglich ist.
Man sah, dass das dörfliche Leben wichtig ist für die Zukunft und den Wohlstand Europas. Im Jahre 2001 entschlossen sich auch Vertreter von Kirchheim, sich der Gruppe anzuschließen.
1999 machte Wijk aan Zee den Anfang als Gastgebendes Kulturdorf, und seitdem ist jedes Jahr ein anderes Dorf das Kulturdorf Europas.
Es finden mehrere Kulturaustausche statt, bei denen die Besonderheiten der Dörfer präsentiert werden. In Konferenzen werden Themen diskutiert, die alle Dörfer betreffen. Im Youth Camp treffen sich jeden Sommer Jugendliche aus den Dörfern, arbeiten an einem Projekt und haben sehr viel Spaß beim Kennenlernen.